# TYC 3318-01333-1 b
TYC 3318-01333-1 b هو كوكب خارج المجموعة الشمسية مؤكد يقع على بعد 1888 سنة ضوئية (556 فرسخ فلكي) تقريباً من الأرض في اتجاه كوكبة حامل رأس الغول يدور حول النجم TYC 3318-01333-1  اكتشف في 16 يناير 2018 من قبل برنامج تتبع الكواكب المتقدم (TAPAS) باستخدام تحليل دوبلر الطيفي.